# Rocbaron
Rocbaron település Franciaországban, Var megyében. Lakosainak száma 5489 fő (2022. január 1.). Rocbaron Cuers, Forcalqueiret, Garéoult, Néoules, Puget-Ville és Sainte-Anastasie-sur-Issole községekkel határos.

## Népesség
A település népessége az elmúlt években az alábbi módon változott:
| Lakosok száma | 4389 | 4866 | 4992 | 5033 | 5142 | 5250 | 5323 | 5422 | 5489 |
|               | 2013 | 2015 | 2016 | 2017 | 2018 | 2019 | 2020 | 2021 | 2022 |